# Pfarrhaus (Unterapfeldorf)

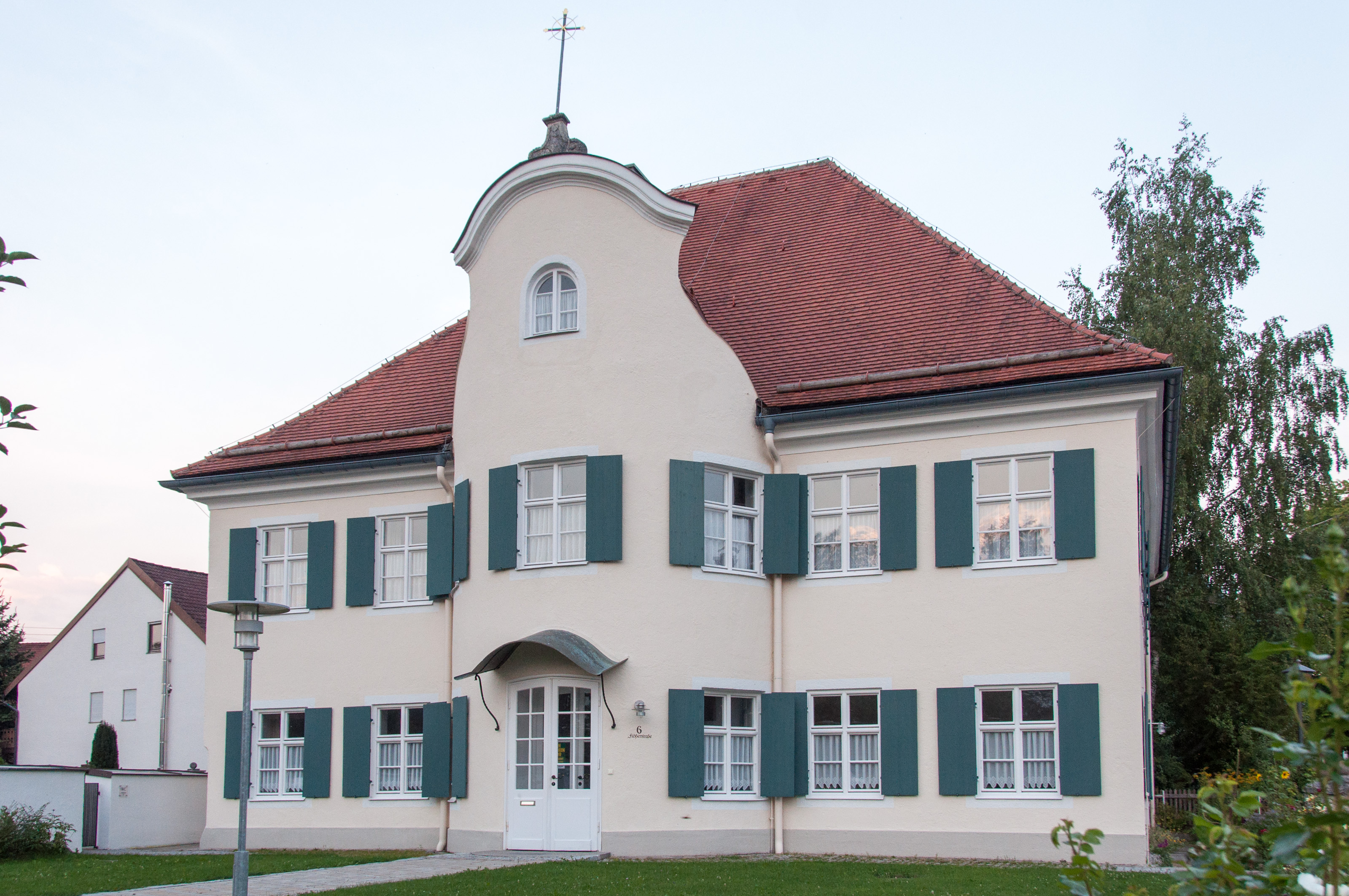
Pfarrhaus in Unterapfeldorf

Das Pfarrhaus in Unterapfeldorf, einem Gemeindeteil von Apfeldorf im oberbayerischen Landkreis Landsberg am Lech, wurde von 1747 bis 1749 errichtet. Das Pfarrhaus an der Flößerstraße 6 ist ein geschütztes Baudenkmal.

## Beschreibung
Der zweigeschossige Walmdachbau mit gerundetem, erhöhtem Vorbau wurde von Johann Michael Fischer im Auftrag des Klosters Polling errichtet. Der Stuck, Malereien sowie vier Türbilder aus der Bauzeit wurden sorgfältig restauriert. Die Einfriedung mit einer niedrigen Tuffsteinmauer mit Pfeilern und Holzzaun ist in Teilen erhalten. 
Die Gemeinde Apfeldorf und die Kirchenstiftung Heilig Geist erhielten im Jahr 2012 die Denkmalschutzmedaille des Freistaates Bayern für die vorbildliche Renovierung des Baudenkmals.

## Heutige Nutzung
Im Erdgeschoss befindet sich das Vorzimmer und das Büro des Bürgermeisters, das Gemeindearchiv sowie das Pfarrbüro. Im Obergeschoss entstand durch die Zusammenführung dreier Räume ein Saal für 65 Personen. Weitere kleinere Sitzungszimmer sind vorhanden.  